# Eucypris inflata
Eucypris inflata är en kräftdjursart. Eucypris inflata ingår i släktet Eucypris och familjen Cyprididae. Inga underarter finns listade i Catalogue of Life.